# 于伊區
于伊區（法語：Arrondissement de Huy）是比利时瓦隆大区列日省的一个区。該區轄有17個市鎮，面積659.36平方公里，2020年人口為113865人。

## 市鎮
于伊區下辖以下市鎮：
| - 阿迈（Amay） - 昂蒂讷（Anthisnes） - 比尔迪讷（Burdinne） - 克拉维耶（Clavier） - 昂日（Engis） - 费里耶尔（Ferrières） - 阿穆瓦尔（Hamoir） - 埃龙（Héron） - 于伊（Huy） | - 马尔尚（Marchin） - 莫达沃（Modave） - 楠德兰（Nandrin） - 乌费（Ouffet） - 坦洛（Tinlot） - 韦尔莱讷（Verlaine） - 维莱尔斯勒布耶（Villers-le-Bouillet） - 旺兹（Wanze） |